# 新海真美
新海 真美（しんかい まみ、女性、1985年6月7日 - ）は、日本のレスリング選手である。滋賀県蒲生郡日野町出身。滋賀県立日野高等学校、中京女子大学卒業。滋賀レイクスターズ所属。

## 来歴
高3時に72kg級でジュニアオリンピックと全国高校選手権で優勝し、世界ジュニア選手権にも出場。
大学進学後も1年で全日本学生選手権優勝、2年時もアジアジュニア選手権、世界ジュニア選手権、ユニバーシアードでいずれも金メダル獲得。
3年時に全日本選手権で67kg級準優勝。ジャパンクイーンズカップで優勝。
卒業後の2008年、アイシン・エィ・ダブリュに入社。同年のアジア選手権で優勝し、東京で開かれた世界選手権で銀メダル獲得。
2009年全日本選手権で初優勝。翌2010年の全日本選抜選手権で優勝し、2大会ぶり世界選手権を決めるが、5位で終わった。
2015年、滋賀レイクスターズに移籍。